# Orde van de Salomonseilanden
De Orde van de Salomonseilanden is een ridderorde van de Salomonseilanden, een koninkrijk binnen het Gemenebest. Elizabeth II van het Verenigd Koninkrijk, Koningin van de Salomonseilanden is Lid Ie Klasse (Member First Class of the Order of the Solomon Islands) van deze orde. De regering van de eilanden is verantwoordelijk voor het decoratiestelsel. De orde verving de Orde van het Britse Rijk.